# 青海鮒
青海鮒，為輻鰭魚綱鱸形目隆頭魚亞目海鯽科的其中一種，分布於西北太平洋的日本、韓國、黃海海域，體長可達19公分，生活在海草生長的海域，屬肉食性，胎生，生活習性不明。

## 擴展閱讀
維基物種上的相關：青海鮒